# Liste der Nummer-eins-Hits in Frankreich (2008)
Diese Liste enthält alle Nummer-eins-Hits in Frankreich im Jahr 2008. Es gab in diesem Jahr 14 Nummer-eins-Singles und 26 Nummer-eins-Alben.

## Singles
| ← 2007 ← | Liste der Nummer-eins-Hits in Frankreich (Top Singles) | Liste der Nummer-eins-Hits in Frankreich (Top Singles) | Liste der Nummer-eins-Hits in Frankreich (Top Singles) | 2009 →                    |
| \| Zeitraum \| Wo. ges. \| Interpret \| Titel Autor(en) \| Zusätzliche Informationen \| \| (Zeitraum, Wochen auf Platz eins, Interpret, Titel, Autor[en], zusätzliche Informationen) \| \| \| \| \| \| ----------------------------------------------------------------------------------------- \| -------- \| ------------------------------ \| ------------------------------------------------------------------------------------------------------------------------------------------------------------------------------------ \| ------------------------- \| \| 23. Dezember 2007 – 5. Januar 2008 2 Wochen (insgesamt 3) \| 3 \| Christophe Maé \| Ça fait mal Christophe Guy Frédéric Martichon, Bruno Francis Dandrimont \| – \| \| 6. Januar 2008 – 19. Januar 2008 2 Wochen (insgesamt 3) \| 3 \| Timbaland presents OneRepublic \| Apologize Ryan B. Tedder \| – \| \| 20. Januar 2008 – 16. Februar 2008 4 Wochen \| 4 \| Sheryfa Luna \| Il avait les mots Musik: Sylvangui Singuila Etienne Bedaya Ngaro, Luc Emile Leroy, Yann Stephane Mickael Mace; Text: Dave Mundele Siluvangi, Sylvangui Singuila Etienne Bedaya Ngaro \| – \| \| 17. Februar 2008 – 23. Februar 2008 1 Woche (insgesamt 3) \| 3 \| Timbaland presents OneRepublic \| Apologize Ryan B. Tedder \| – \| \| 24. Februar 2008 – 5. April 2008 6 Wochen \| 6 \| Christophe Maé \| Belle demoiselle Michel Valentin Domisseck \| – \| \| 6. April 2008 – 26. April 2008 3 Wochen (insgesamt 4) \| 4 \| Duffy \| Mercy Stephen Andrew Booker, Aimee Ann Duffy \| – \| \| 27. April 2008 – 10. Mai 2008 2 Wochen \| 2 \| Laurent Wolf feat. Eric Carter \| No Stress Musik: Jeremy Salomon Roger Znaty, Laurent Wolf; Text: Jean Clair Eric Rima \| – \| \| 11. Mai 2008 – 17. Mai 2008 1 Woche (insgesamt 4) \| 4 \| Duffy \| Mercy Stephen Andrew Booker, Aimee Ann Duffy \| – \| \| 18. Mai 2008 – 24. Mai 2008 1 Woche \| 1 \| Louisy Joseph \| Assis par terre Musik: Johnathan Mamann; Text: Lionel Florence \| – \| \| 25. Mai 2008 – 2. August 2008 10 Wochen \| 10 \| Estelle feat. Kanye West \| American Boy William Adams, Keith Harris, Joshua Lopez, Caleb Speir, John Roger Stephens, Estelle Swaray, Kanye O. West, Kweliebon Washington \| – \| \| 3. August 2008 – 16. August 2008 2 Wochen (insgesamt 3) \| 3 \| Coldplay \| Viva la vida Guy Rupert Berryman, Jonathan Mark Buckland, William Champion, Christopher Anthony John Martin \| – \| \| 17. August 2008 – 6. September 2008 3 Wochen (insgesamt 6) \| 6 \| Madcon \| Beggin’ Bob Gaudio, Peggy Farina \| – \| \| 7. September 2008 – 13. September 2008 1 Woche (insgesamt 3) \| 3 \| Coldplay \| Viva la vida Guy Rupert Berryman, Jonathan Mark Buckland, William Champion, Christopher Anthony John Martin \| – \| \| 14. September 2008 – 4. Oktober 2008 3 Wochen (insgesamt 6) \| 6 \| Madcon \| Beggin’ Bob Gaudio, Peggy Farina \| – \| \| 5. Oktober 2008 – 1. November 2008 4 Wochen \| 4 \| Grégoire \| Toi et moi Grégoire Boissenot \| – \| \| 2. November 2008 – 15. November 2008 2 Wochen \| 2 \| Amy Macdonald \| This Is the Life Amy Elizabeth Macdonald \| – \| \| 16. November 2008 – 6. Dezember 2008 3 Wochen (insgesamt 5) \| 5 \| Jason Mraz \| I’m Yours Jason Thomas Mraz \| – \| \| 7. Dezember 2008 – 20. Dezember 2008 2 Wochen \| 2 \| Akon \| Right Now (Na Na Na) Aliaune Thiam, Giorgio H. Tuinfort, Edgar Robin Albers, Michel Rozenbroek, Johannes Dieter Kranenburg, Maurice G. Huismans, Jorrit ter Braak \| – \| \| 21. Dezember 2008 – 4. Januar 2009 3 Wochen (insgesamt 6) \| 6 \| Jason Mraz \| I’m Yours Jason Thomas Mraz \| – \| |                                                        |                                                        | |                           |
| ← 2007 |                                                        |                                                        | | → 2009 →                  |
| Zeitraum | Wo. ges.                                               | Interpret                                              | Titel Autor(en) | Zusätzliche Informationen |
| (Zeitraum, Wochen auf Platz eins, Interpret, Titel, Autor[en], zusätzliche Informationen) |                                                        |                                                        | |                           |
| 23. Dezember 2007 – 5. Januar 2008 2 Wochen (insgesamt 3) | 3                                                      | Christophe Maé                                         | Ça fait mal Christophe Guy Frédéric Martichon, Bruno Francis Dandrimont | –                         |
| 6. Januar 2008 – 19. Januar 2008 2 Wochen (insgesamt 3) | 3                                                      | Timbaland presents OneRepublic                         | Apologize Ryan B. Tedder | –                         |
| 20. Januar 2008 – 16. Februar 2008 4 Wochen | 4                                                      | Sheryfa Luna                                           | Il avait les mots Musik: Sylvangui Singuila Etienne Bedaya Ngaro, Luc Emile Leroy, Yann Stephane Mickael Mace; Text: Dave Mundele Siluvangi, Sylvangui Singuila Etienne Bedaya Ngaro | –                         |
| 17. Februar 2008 – 23. Februar 2008 1 Woche (insgesamt 3) | 3                                                      | Timbaland presents OneRepublic                         | Apologize Ryan B. Tedder | –                         |
| 24. Februar 2008 – 5. April 2008 6 Wochen | 6                                                      | Christophe Maé                                         | Belle demoiselle Michel Valentin Domisseck | –                         |
| 6. April 2008 – 26. April 2008 3 Wochen (insgesamt 4) | 4                                                      | Duffy                                                  | Mercy Stephen Andrew Booker, Aimee Ann Duffy | –                         |
| 27. April 2008 – 10. Mai 2008 2 Wochen | 2                                                      | Laurent Wolf feat. Eric Carter                         | No Stress Musik: Jeremy Salomon Roger Znaty, Laurent Wolf; Text: Jean Clair Eric Rima                                                                                                | –                         |
| 11. Mai 2008 – 17. Mai 2008 1 Woche (insgesamt 4) | 4                                                      | Duffy                                                  | Mercy Stephen Andrew Booker, Aimee Ann Duffy | –                         |
| 18. Mai 2008 – 24. Mai 2008 1 Woche | 1                                                      | Louisy Joseph                                          | Assis par terre Musik: Johnathan Mamann; Text: Lionel Florence | –                         |
| 25. Mai 2008 – 2. August 2008 10 Wochen | 10                                                     | Estelle feat. Kanye West                               | American Boy William Adams, Keith Harris, Joshua Lopez, Caleb Speir, John Roger Stephens, Estelle Swaray, Kanye O. West, Kweliebon Washington                                        | –                         |
| 3. August 2008 – 16. August 2008 2 Wochen (insgesamt 3) | 3                                                      | Coldplay                                               | Viva la vida Guy Rupert Berryman, Jonathan Mark Buckland, William Champion, Christopher Anthony John Martin                                                                          | –                         |
| 17. August 2008 – 6. September 2008 3 Wochen (insgesamt 6) | 6                                                      | Madcon                                                 | Beggin’ Bob Gaudio, Peggy Farina | –                         |
| 7. September 2008 – 13. September 2008 1 Woche (insgesamt 3) | 3                                                      | Coldplay                                               | Viva la vida Guy Rupert Berryman, Jonathan Mark Buckland, William Champion, Christopher Anthony John Martin                                                                          | –                         |
| 14. September 2008 – 4. Oktober 2008 3 Wochen (insgesamt 6) | 6                                                      | Madcon                                                 | Beggin’ Bob Gaudio, Peggy Farina | –                         |
| 5. Oktober 2008 – 1. November 2008 4 Wochen | 4                                                      | Grégoire                                               | Toi et moi Grégoire Boissenot | –                         |
| 2. November 2008 – 15. November 2008 2 Wochen | 2                                                      | Amy Macdonald                                          | This Is the Life Amy Elizabeth Macdonald | –                         |
| 16. November 2008 – 6. Dezember 2008 3 Wochen (insgesamt 5) | 5                                                      | Jason Mraz                                             | I’m Yours Jason Thomas Mraz | –                         |
| 7. Dezember 2008 – 20. Dezember 2008 2 Wochen | 2                                                      | Akon                                                   | Right Now (Na Na Na) Aliaune Thiam, Giorgio H. Tuinfort, Edgar Robin Albers, Michel Rozenbroek, Johannes Dieter Kranenburg, Maurice G. Huismans, Jorrit ter Braak                    | –                         |
| 21. Dezember 2008 – 4. Januar 2009 3 Wochen (insgesamt 6) | 6                                                      | Jason Mraz                                             | I’m Yours Jason Thomas Mraz | –                         |

## Alben
| ← 2007 ← | Liste der Nummer-eins-Hits in Frankreich | Liste der Nummer-eins-Hits in Frankreich | Liste der Nummer-eins-Hits in Frankreich  | 2009 →                    |
| \| Zeitraum \| Wo. ges. \| Interpret \| Titel \| Zusätzliche Informationen \| \| (Zeitraum, Wochen auf Platz eins, Interpret, Titel, zusätzliche Informationen) \| \| \| \| \| \| ------------------------------------------------------------------------------ \| -------- \| ------------------ \| ----------------------------------------- \| ------------------------- \| \| 30. Dezember 2007 – 12. Januar 2008 2 Wochen \| 2 \| Radiohead \| In Rainbows \| – \| \| 13. Januar 2008 – 19. Januar 2008 1 Woche \| 1 \| The Dø \| A Mouthful \| – \| \| 20. Januar 2008 – 2. Februar 2008 2 Wochen \| 2 \| Bernard Lavilliers \| Samedi soir à Beyrouth \| – \| \| 3. Februar 2008 – 9. Februar 2008 1 Woche \| 1 \| Cali \| L’espoir \| – \| \| 10. Februar 2008 – 1. März 2008 3 Wochen \| 3 \| Michael Jackson \| Thriller (25th Anniversary Edition) \| – \| \| 2. März 2008 – 15. März 2008 2 Wochen \| 2 \| Les Enfoirés \| 2008: Les secrets des Enfoirés \| – \| \| 16. März 2008 – 22. März 2008 1 Woche \| 1 \| Raphaël \| Je sais que la Terre est plate \| – \| \| 23. März 2008 – 29. März 2008 1 Woche \| 1 \| Alain Bashung \| Bleu pétrole \| – \| \| 30. März 2008 – 5. April 2008 1 Woche \| 1 \| Britney Spears \| Blackout \| – \| \| 6. April 2008 – 19. April 2008 2 Wochen (insgesamt 5) \| 5 \| Francis Cabrel \| Des roses et des orties \| – \| \| 20. April 2008 – 10. Mai 2008 3 Wochen \| 3 \| Madonna \| Hard Candy \| – \| \| 11. Mai 2008 – 17. Mai 2008 1 Woche \| 1 \| Sefyu \| Suis-je le gardien de mon frère? \| – \| \| 18. Mai 2008 – 24. Mai 2008 1 Woche (insgesamt 5) \| 5 \| Francis Cabrel \| Des roses et des orties \| – \| \| 25. Mai 2008 – 31. Mai 2008 1 Woche \| 1 \| Psy 4 de la Rime \| Les cités d’or \| – \| \| 1. Juni 2008 – 14. Juni 2008 2 Wochen (insgesamt 5) \| 5 \| Francis Cabrel \| Des roses et des orties \| – \| \| 15. Juni 2008 – 12. Juli 2008 4 Wochen (insgesamt 9) \| 9 \| Coldplay \| Viva la Vida or Death and All His Friends \| – \| \| 13. Juli 2008 – 19. Juli 2008 1 Woche \| 1 \| Carla Bruni \| Comme si de rien n’était \| – \| \| 20. Juli 2008 – 23. August 2008 5 Wochen (insgesamt 9) \| 9 \| Coldplay \| Viva la Vida or Death and All His Friends \| – \| \| 24. August 2008 – 30. August 2008 1 Woche \| 1 \| Mylène Farmer \| Point de suture \| – \| \| 31. August 2008 – 6. September 2008 1 Woche \| 1 \| Tryo \| Ce que l’on sème \| – \| \| 7. September 2008 – 13. September 2008 1 Woche \| 1 \| Metallica \| Death Magnetic \| – \| \| 14. September 2008 – 27. September 2008 2 Wochen \| 2 \| Julien Clerc \| Où s’en vont les avions? \| – \| \| 28. September 2008 – 4. Oktober 2008 1 Woche (insgesamt 2) \| 2 \| Christophe Maé \| Comme à la maison \| – \| \| 5. Oktober 2008 – 11. Oktober 2008 1 Woche \| 1 \| Ayọ \| Gravity at Last \| – \| \| 12. Oktober 2008 – 18. Oktober 2008 1 Woche \| 1 \| Bénabar \| Infréquentable \| – \| \| 19. Oktober 2008 – 25. Oktober 2008 1 Woche \| 1 \| AC/DC \| Black Ice \| – \| \| 26. Oktober 2008 – 8. November 2008 2 Wochen \| 2 \| Johnny Hallyday \| Ça ne finira jamais \| – \| \| 9. November 2008 – 15. November 2008 1 Woche (insgesamt 2) \| 2 \| Christophe Maé \| Comme à la maison \| – \| \| 16. November 2008 – 29. November 2008 2 Wochen (insgesamt 13) \| 13 \| Seal \| Soul \| – \| \| 30. November 2008 – 6. Dezember 2008 1 Woche \| 1 \| Alain Souchon \| Écoutez d’où ma peine vient \| – \| \| 7. Dezember 2008 – 22. Februar 2009 12 Wochen (insgesamt 13) \| 13 \| Seal \| Soul \| – \| |                                          |                                          |                                           |                           |
| ← 2007 |                                          |                                          |                                           | → 2009 →                  |
| Zeitraum | Wo. ges.                                 | Interpret                                | Titel                                     | Zusätzliche Informationen |
| (Zeitraum, Wochen auf Platz eins, Interpret, Titel, zusätzliche Informationen) |                                          |                                          |                                           |                           |
| 30. Dezember 2007 – 12. Januar 2008 2 Wochen | 2                                        | Radiohead                                | In Rainbows                               | –                         |
| 13. Januar 2008 – 19. Januar 2008 1 Woche | 1                                        | The Dø                                   | A Mouthful                                | –                         |
| 20. Januar 2008 – 2. Februar 2008 2 Wochen | 2                                        | Bernard Lavilliers                       | Samedi soir à Beyrouth                    | –                         |
| 3. Februar 2008 – 9. Februar 2008 1 Woche | 1                                        | Cali                                     | L’espoir                                  | –                         |
| 10. Februar 2008 – 1. März 2008 3 Wochen | 3                                        | Michael Jackson                          | Thriller (25th Anniversary Edition)       | –                         |
| 2. März 2008 – 15. März 2008 2 Wochen | 2                                        | Les Enfoirés                             | 2008: Les secrets des Enfoirés            | –                         |
| 16. März 2008 – 22. März 2008 1 Woche | 1                                        | Raphaël                                  | Je sais que la Terre est plate            | –                         |
| 23. März 2008 – 29. März 2008 1 Woche | 1                                        | Alain Bashung                            | Bleu pétrole                              | –                         |
| 30. März 2008 – 5. April 2008 1 Woche | 1                                        | Britney Spears                           | Blackout                                  | –                         |
| 6. April 2008 – 19. April 2008 2 Wochen (insgesamt 5) | 5                                        | Francis Cabrel                           | Des roses et des orties                   | –                         |
| 20. April 2008 – 10. Mai 2008 3 Wochen | 3                                        | Madonna                                  | Hard Candy                                | –                         |
| 11. Mai 2008 – 17. Mai 2008 1 Woche | 1                                        | Sefyu                                    | Suis-je le gardien de mon frère?          | –                         |
| 18. Mai 2008 – 24. Mai 2008 1 Woche (insgesamt 5) | 5                                        | Francis Cabrel                           | Des roses et des orties                   | –                         |
| 25. Mai 2008 – 31. Mai 2008 1 Woche | 1                                        | Psy 4 de la Rime                         | Les cités d’or                            | –                         |
| 1. Juni 2008 – 14. Juni 2008 2 Wochen (insgesamt 5) | 5                                        | Francis Cabrel                           | Des roses et des orties                   | –                         |
| 15. Juni 2008 – 12. Juli 2008 4 Wochen (insgesamt 9) | 9                                        | Coldplay                                 | Viva la Vida or Death and All His Friends | –                         |
| 13. Juli 2008 – 19. Juli 2008 1 Woche | 1                                        | Carla Bruni                              | Comme si de rien n’était                  | –                         |
| 20. Juli 2008 – 23. August 2008 5 Wochen (insgesamt 9) | 9                                        | Coldplay                                 | Viva la Vida or Death and All His Friends | –                         |
| 24. August 2008 – 30. August 2008 1 Woche | 1                                        | Mylène Farmer                            | Point de suture                           | –                         |
| 31. August 2008 – 6. September 2008 1 Woche | 1                                        | Tryo                                     | Ce que l’on sème                          | –                         |
| 7. September 2008 – 13. September 2008 1 Woche | 1                                        | Metallica                                | Death Magnetic                            | –                         |
| 14. September 2008 – 27. September 2008 2 Wochen | 2                                        | Julien Clerc                             | Où s’en vont les avions?                  | –                         |
| 28. September 2008 – 4. Oktober 2008 1 Woche (insgesamt 2) | 2                                        | Christophe Maé                           | Comme à la maison                         | –                         |
| 5. Oktober 2008 – 11. Oktober 2008 1 Woche | 1                                        | Ayọ                                      | Gravity at Last                           | –                         |
| 12. Oktober 2008 – 18. Oktober 2008 1 Woche | 1                                        | Bénabar                                  | Infréquentable                            | –                         |
| 19. Oktober 2008 – 25. Oktober 2008 1 Woche | 1                                        | AC/DC                                    | Black Ice                                 | –                         |
| 26. Oktober 2008 – 8. November 2008 2 Wochen | 2                                        | Johnny Hallyday                          | Ça ne finira jamais                       | –                         |
| 9. November 2008 – 15. November 2008 1 Woche (insgesamt 2) | 2                                        | Christophe Maé                           | Comme à la maison                         | –                         |
| 16. November 2008 – 29. November 2008 2 Wochen (insgesamt 13) | 13                                       | Seal                                     | Soul                                      | –                         |
| 30. November 2008 – 6. Dezember 2008 1 Woche | 1                                        | Alain Souchon                            | Écoutez d’où ma peine vient               | –                         |
| 7. Dezember 2008 – 22. Februar 2009 12 Wochen (insgesamt 13) | 13                                       | Seal                                     | Soul                                      | –                         |